# Seventh Star
Seventh Star är Black Sabbaths tolfte studioalbum, utgivet den 28 januari 1986. Seventh Star var från början avsett att vara Tony Iommi soloalbum, men skivbolaget satte namnet "Black Sabbath featuring Tony Iommi" på albumet istället, och i vissa länder bara "Black Sabbath".

## Låtförteckning
| 1. | In for the Kill       | 3:48 |
| 2. | No Stranger to Love   | 4:28 |
| 3. | Turn to Stone         | 3:28 |
| 4. | Sphinx (The Guardian) | 1:12 |
| 5. | Seventh Star          | 5:20 |

| 6. | Danger Zone        | 4:23 |
| 7. | Heart Like a Wheel | 6:35 |
| 8. | Angry Heart        | 3:06 |
| 9. | In Memory...       | 2:35 |

## Medverkande
Black Sabbath
- Tony Iommi – gitarr
- Glenn Hughes – sång
- Dave Spitz – basgitarr
- Eric Singer – trummor
- Geoff Nicholls – keyboard

Övriga
- Gordon Copley – basgitarr på "No Stranger to Love"